# Margareta von Konow
Emma Margareta Isabella von Konow, född Von Zweigbergk 17 juli 1897 på Mossebergs säteri utanför Falköping i Skaraborgs län, död 2 augusti 1999 i Stockholm och begraven på Norra begravningsplatsen i Solna, var en svensk journalist, redaktör, författare och kvinnosakskvinna.

## Tidiga år
Margareta von Konow föddes 1897 på säteriet Mosseberg i Sandhems socken i Skaraborgs län. Hennes fader Axel von Zweigbergk, född 1862, död 1935, var godsägare. Hennes mor hette Magna Noring, född 1865. När familjen fick ekonomiska bekymmer flyttade de till trakterna kring Sölvesborg. von Konow gick först i skolan i Karlshamn, och som inackorderad tog hon som enda flicka i klassen en realexamen. Därefter flyttade hon till Sävsjö, innan hon 1915 tog studenten som privatist med en studentskrivning om Fredrika Bremer.
von Konow började tidigt intressera sig för politik, inte minst jämställdhetsfrågor. Hon prenumererade på tidskriften Rösträtt för kvinnor, utgiven av Landsföreningen för kvinnans politiska rösträtt (LKPR), från dess start 1912. I Sävsjö lyssnade hon till föredrag hos den lokala avdelningen för LKPR, och efter studierna i Lund med en filosofie kandidat 1918 i litteraturhistoria, tyska, engelska och statskunskap, var hon själv också ute i landet och talade för LKPR samtidigt som hon vikarierade som lärare vid Norrköpings flickskola. Under studietiden i Lund var hon även sekreterare i Kvinnliga studentföreningen, och deltog i det första kvinnliga studentspexet i Lund genom att både skriva och framföra skådespelet med titeln ”Justitia eller sic framåt gloria mundi”.

## Journalistisk karriär
Med en examen i språk, och med goda kontakter, fick hon 1919 anställning på Skandinaviska Banken i Stockholm, för att sköta bankens utlandskorrespondens. På ledig tid började hon skriva dagsverser och göra intervjuer för den konservativa dagstidningen Nya Dagligt Allehanda, och blev sedan fast medarbetare 1925–1931, med signaturen Delila. Under åren 1926–1932 var hon även redaktör för avdelningen ”Kvinnoröster” i tidningen Svenska Medborgaren, medlemsorgan för Allmänna Valmansförbundet, senare Moderata samlingspartiet.
I samband med en intervju för Nya Dagligt Allehanda träffade hon sin blivande make, juristen Ulf von Konow, och de gifte sig 1926. Ulf von Konow var sakkunnig i litterära, musikaliska och konstnärliga upphovsrättsfrågor och juridisk ombudsman för bland annat Svenska Teaterförbundet och Sveriges författareförening, samt en av grundarna till Svenska tonsättares internationella musikbyrå (STIM). Parets umgänge i dåtidens författar- och konstnärskretsar var omfattande. De fick två barn.

## Föreningsengagemang
När första barnet föddes 1931 fick Margareta von Konow med hänvisning till tidens arbetslagstiftning inte längre vara kvar vid Nya Dagligt Allehanda. 1932 blev hon dock Lars Hierta-stipendiat för att resa till Genève och studera staden som politisk och socialpolitisk informationscentral. Efter att ha skrivit för bland annat veckotidningen Idun blev hon 1933 redaktör för Hertha, Fredrika-Bremer-förbundets tidning, och var kvar där till 1948. Hon var även förbundssekreterare 1938–1943, och redaktör för jubileumsskriften I Fredrika Bremers spår, 1944. Som nytillträdd redaktör för Hertha uppvaktade Margareta von Konow på egen hand dåvarande kommunikationsministern. För honom påpekade hon den totala bristen på kvinnor i den utredning som regeringen tillsatt för det då tämligen nya mediet radions utveckling och framtid. Hon fick inget omedelbart gehör för sitt krav på en annan sammansättning, men hennes arbetsgivare Fredrika-Bremer-Förbundet tog initiativet till Svenska kvinnoföreningars radiokommitté (1933–1937) och Margareta von Konow blev kommitténs sekreterare.
Kommittén var framgångsrik i sitt arbete med att få in fler kvinnor i programråd och i radioprogram, och Margareta von Konow gick själv vidare utanför landets gränser som vice ordförande i sändningskommittén för International Council of Women 1945–1946. Under åren med småbarn i hemmet var hon ledamot av Stocksunds kommunfullmäktige 1935–1939, och även sekreterare i Sällskapet Nya Idun 1938–1940 samt vice ordförande 1940–1941. På 1960-talet fortsatte hon som sekreterare för Minerva, föreningens avdelning för facklitteratur.

## Författarskap
När Margareta von Konow närmade sig pensionsåldern debuterade hon 1962 som skönlitterär författare med diktsamlingen Den stängda porten: dikter. Samlingen fick ett gott mottagande och med åren blev det ett femtontal diktsamlingar, essäer och minnesböcker.